# ワキアカツグミ
ワキアカツグミ（脇赤鶫、Turdus iliacus）は、スズメ目ツグミ科ツグミ属に分類される鳥類。トルコの国鳥。

## 分布
アイスランド、スカンジナビア半島からロシア極東の針葉樹林帯やツンドラ地帯で繁殖する。冬季は、ヨーロッパ中部から南部、アフリカ北部、小アジア、中央アジアに渡り越冬する。
日本では迷鳥として、北海道、千葉県、滋賀県、山口県、鹿児島県、沖縄県で記録されている。

## 形態
体長約20cm。ツグミの仲間では小型の部類に入る。体の脇と下雨覆が橙褐色である。